# Nicolaas Govert de Bruijn
Nicolaas Govert (Dick) de Bruijn (pronunciación en neerlandés: /nikoːˈlaːs ˈxoːvərt də ˈbrœyn/; La Haya, 9 de julio de 1918–Nuenen, 17 de febrero de 2012) fue un matemático neerlandés, conocido por sus numerosas contribuciones a los campos del análisis, la teoría de números, la combinatoria y la lógica.

## Biografía
Nacido en La Haya, De Bruijn se graduó en Matemáticas en la Universidad de Leiden en 1941, y obtuvo su doctorado en 1943 de la Universidad Libre de Ámsterdam con una tesis titulada Over modulaire vormen van meer veranderlijken («Sobre formas modulares en varias variables»), en la que fue asesorado por Jurjen Ferdinand Koksma.
De Bruijn empezó su carrera académica en la Universidad de Ámsterdam, donde fue profesor de Matemáticas entre 1952 y 1960. En 1960 se trasladó a la Universidad Técnica de Eindhoven, donde fue profesor de Matemáticas hasta su jubilación en 1984. Entre sus estudiantes de posgrado estaban Johannes Runnenburg (1960), Antonius Levelt (1961), S. Ackermans (1964), Jozef Beenakker (1966), W. van der Meiden (1967), Matheus Hautus (1970), Robert Nederpelt Lazarom (1973), Lambert van Benthem Jutting (1977), A. Janssen (1979), Diederik van Daalen (1980) y Harmannus Balsters (1986).
En 1957 pasó a ser miembro de la Real Academia de Artes y Ciencias de los Países Bajos. También fue nombrado Caballero de la Orden del León Neerlandés.

## Trabajo
De Bruijn ha cubierto diversas áreas de las matemáticas. Es especialmente reconocido por:
- La sucesión de De Bruijn.
- La sucesión de Moser-De Bruijn.
- Haber descubierto una teoría algebraica de la teselación de Penrose y, de forma más general, haber descubierto los métodos de «proyección» y «red múltiple» (multigrid) para la construcción de teselaciones cuasiperiódicas.[5][6]
- La constante de De Bruijn-Newman.
- El teorema de De Bruijn, relativo al empaquetado compacto de ladrillos iguales en una caja, cuando todos los elementos son paralelepípedos de aristas de dimensiones enteras.
- El teorema de De Bruijn-Erdős, en teoría de grafos.
- Otro teorema del mismo nombre, el teorema de De Bruijn–Erdős, en teoría de incidencia.
- El teorema BEST, en teoría de grafos.
- Los índices de De Bruijn.

Escribió uno de los libros de referencia sobre análisis asintótico avanzado (De Bruijn, 1958).
A finales de los años sesenta, diseñó el lenguaje Automath para representar demostraciones matemáticas, de modo que estas se pudieran verificar de forma automática (véase demostración interactiva de teoremas). Poco antes de su muerte, estuvo trabajando en modelos del cerebro humano.

## Publicaciones
Selección de libros:
- 1943. Over modulaire vormen van meer veranderlijken
- 1958. Asymptotic Methods in Analysis, North-Holland, Ámsterdam.

Selección de artículos:
- De Bruijn, Nicolaas Govert. "A combinatorial problem", 1946. En Proceedings of the Section of Sciences, Vol. 49, No. 7, pp. 758–764. Koninklijke Nederlandse Akademie v. Wetenschappen.
- De Bruijn, Nicolaas Govert. "The mathematical language AUTOMATH, its usage, and some of its extensions." Symposium on automatic demonstration. Springer Berlin Heidelberg, 1970.
- De Bruijn, Nicolaas Govert. "Lambda calculus notation with nameless dummies, a tool for automatic formula manipulation, with application to the Church-Rosser theorem." Indagationes Mathematicae (Proceedings). Vol. 75. No. 5. North-Holland, 1972.